# Buathra nigella
Buathra nigella là một loài tò vò trong họ Ichneumonidae.